# Rosularia adenotricha
Rosularia adenotricha là một loài thực vật có hoa trong họ Crassulaceae. Loài này được (Wall. ex Edgew.) C.-A. Jansson miêu tả khoa học đầu tiên năm 1970.